# 5612 Nevskij
5612 Nevskij (1975 TX2) là một tiểu hành tinh vành đai chính được phát hiện ngày 3 tháng 10 năm 1975 bởi L. I. Chernykh ở Nauchnyj.